# Puig Rodó (Santa Cristina d'Aro)
El Puig Rodó és una muntanya de 290 metres que es troba al municipi de Santa Cristina d'Aro, a la comarca catalana del Baix Empordà.